# Ideał prymarny
Ideał prymarny – dla danego pierścienia przemiennego {\displaystyle R} ideał {\displaystyle I} o tej własności, że
jeżeli {\displaystyle ab\in I} oraz {\displaystyle a\notin I,} to istnieje taka liczba naturalna {\displaystyle n,} że {\displaystyle b^{n}\in I.}
Przykładem ideału prymarnego jest ideał generowany przez element {\displaystyle p^{n},} gdzie {\displaystyle n} jest dowolną liczbą naturalną, a {\displaystyle p} jest elementem pierwszym. W pierścieniu liczb całkowitych wszystkie ideały prymarne są tej postaci (elementami pierwszymi tego pierścienia są po prostu liczby pierwsze). Istnieją mimo to pierścienie, w których ideały prymarne mają także inną postać. Na przykład jeżeli {\displaystyle k} jest ciałem oraz {\displaystyle k[X,Y]} oznacza pierścień wielomianów zmiennych {\displaystyle X} i {\displaystyle Y,} to ideał generowany przez wielomiany {\displaystyle X} i {\displaystyle Y^{2}} jest prymarny w {\displaystyle k[X,Y].}
Jeżeli {\displaystyle I} jest ideałem, to zbiór ideałów prymarnych {\displaystyle \{I_{1},\dots ,I_{n}\}} nazywany jest rozkładem prymarnym ideału {\displaystyle I,} gdy
{\displaystyle I=I_{1}\cap I_{2}\cap \ldots \cap I_{n}.}

## Własności
- Każdy ideał pierwszy jest prymarny.
- Ideał {\displaystyle I} jest prymarny wtedy i tylko wtedy, gdy pierścień ilorazowy {\displaystyle R/I} nie jest trywialny oraz każdy jego dzielnik zera jest nilpotentny.
- Jeżeli {\displaystyle I} i {\displaystyle J} są ideałami przy czym {\displaystyle I\subset J,} to {\displaystyle J} jest prymarny w {\displaystyle R} wtedy i tylko wtedy, gdy {\displaystyle J/I} jest prymarny w {\displaystyle R/I.}
- Jeżeli {\displaystyle I} jest ideałem maksymalnym w pierścieniu lokalnym, to

{\displaystyle \bigcap _{n=1}^{\infty }~I^{n}=\{0\}.}

## Twierdzenie Laskera-Noether
Twierdzenie Laskera-Noether mówi, że
każdy ideał pierścienia noetherowskiego ma rozkład prymarny.
Pierścienie, dla których zachodzi teza twierdzenia Laskera-Noether, nazywane są pierścieniami Laskera. Istnieją pierścienie Laskera, które nie są noetherowskie, tzn. rozkład prymarny ideału można przeprowadzić także w pierścieniach innych niż noetherowskie. Powyższe twierdzenie zostało udowodnione w szczególnym przypadku (dla pierścieni wielomianów) w 1905 roku przez Emanuela Laskera oraz w pełnej ogólności, w 1921 roku, przez Emmy Noether.